# Síntesis de quinolinas de Camps
La Síntesis de Quinolinas de Camps, (también conocida como ciclización de Camps) es una reacción orgánica por el que una o-acilaminoacetofenona se transforma en una de las dos posibles hidroxiquinolinas (productos A y B) en presencia de iones hidróxido.

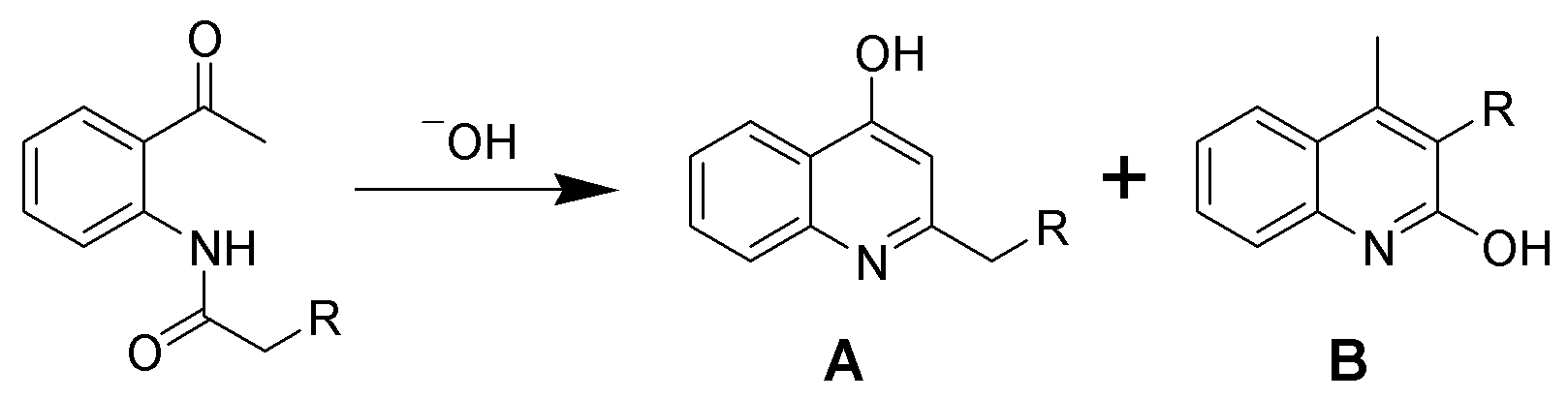
La síntesis de quinolinas de Camps.

Las proporciones relativas de los hidroxiquinolinas producidas(A y B) dependen de las condiciones de reacción y la estructura del material de partida. Aunque el producto de la reacción es comúnmente descrito como una quinolina, debido a la tautomería ceto-enol tanto en el sólido estado y en la solución, se presume que el producto obtenido predomina la quinolona.
A continuación se muestra un ejemplo de la síntesis de quinolinas de Camps:

Síntesis de quinolinas de Camps.